# 오금질
오금질은 사람의 신체 가운데 무릎 뒷쪽을 일컫는 오금을 활용하는 한국 민속 탈춤의 기본 자세로, 일반적으로 기마 자세를 유지하며 앉았다 일어서기를 반복하는 행동을 일컫는다.

## 같이 보기
- 탈춤